# Битка при Фавенция
Битката при Фавенция се провежда през пролетта 542 г. при град Фавенция (днес Фаенца) по време на Готската война.
Войската на остготите (5000) с крал Тотила побеждава източно римската (византийската) войска (12 000) с командири Константиан и Александър.